# 日本沖縄政策研究フォーラム
日本沖縄政策研究フォーラム（にほんおきなわせいさくけんきゅうフォーラム）は、2016年に結成された日本の沖縄県を拠点とする社会運動団体。

## 概要
沖縄県及びその周辺地域の政策課題について調査、研究、政策提言を行うとともに、沖縄県及びその周辺地域の史実に基づく歴史及び歴史観を研究・構築し、 これを普及啓蒙することをもって、地域社会と国づくり、及びアジアと世界の平和と繁栄に寄与する事業を行うことを目的として、平成28年11月７日に設立された。イベント開催や書籍、論文寄稿等多岐に渡る活動を展開している。

## 活動

### 「沖縄県民は先住民族」勧告の撤回要求
自由権規約人権委員会や人種差別撤廃委員会が「沖縄県民は先住民族」との勧告を行ったことに対し、沖縄県民への差別や人権侵害を生む虞があるとして撤回を要求。また、勧告撤回を要求する意見書の採択を求める陳情書を全国の市町村議会に送付した。
| No. | 日付           | 採択区分 | 採択した市区町村議会         |
| --- | -------------- | -------- | ---------------------------- |
| 1   | 2015年12月22日 | 採択     | 沖縄県豊見城市議会           |
| 2   | 2016年6月20日  | 採択     | 沖縄県石垣市議会             |
| 3   | 2019年3月14日  | 採択     | 沖縄県本部町議会             |
| 4   | 2019年6月13日  | 趣旨採択 | 福島県耶麻郡北塩原村議会     |
| 5   | 2019年6月13日  | 採択     | 秋田県北秋田郡上小阿仁村議会 |
| 6   | 2019年6月14日  | 採択     | 青森県下北郡大間町議会       |
| 7   | 2019年6月19日  | 採択     | 秋田県藤里町議会             |
| 8   | 2019年6月21日  | 採択     | 福岡県田川郡糸田町議会       |
| 9   | 2019年6月21日  | 趣旨採択 | 長野県木曽郡木曽村議会       |
| 10  | 2019年6月21日  | 採択     | 福島県岩瀬郡 鏡石町議会      |
| 11  | 2019年6月24日  | 採択     | 兵庫県高砂市議会             |
| 12  | 2019年6月26日  | 採択     | 滋賀県東近江市議会 意見書    |
| 13  | 2019年6月28日  | 採択     | 東京都清瀬市議会 意見書      |
| 14  | 2019年7月3日   | 採択     | 北海道小樽市議会 意見書      |
| 15  | 2019年7月4日   | 採択     | 鳥取県倉吉市議会 意見書      |
| 16  | 2019年7月4日   | 採択     | 高知県幡多郡黒潮町議会       |
| 17  | 2019年7月8日   | 趣旨採択 | 長崎県五島市議会             |
| 18  | 2019年9月11日  | 採択     | 青森県五戸町議会             |
| 19  | 2019年9月13日  | 採択     | 熊本県南阿蘇村議会           |
| 20  | 2019年9月13日  | 採択     | 秋田県美郷町議会             |
| 21  | 2019年9月17日  | 採択     | 秋田県八郎潟町議会           |
| 22  | 2019年9月20日  | 採択     | 秋田県大潟村議会             |
| 23  | 2019年9月20日  | 採択     | 鳥取県江府町議会             |
| 24  | 2019年9月24日  | 趣旨採択 | 長野県山ノ内町議会           |
| 25  | 2019年9月26日  | 趣旨採択 | 鳥取県三朝町議会             |
| 26  | 2019年9月27日  | 採択     | 群馬県草津町議会             |
| 27  | 2019年9月30日  | 採択     | 神奈川県座間市議会 意見書    |
| 28  | 2019年9月30日  | 採択     | 鳥取県岩美町議会             |
| 29  | 2019年10月7日  | 趣旨採択 | 神奈川県大磯町議会           |
| 30  | 2019年10月18日 | 採択     | 東京都立川市議会             |
| 31  | 2019年11月11日 | 趣旨採択 | 長野県北安曇郡小谷村議会     |
| 32  | 2019年12月10日 | 採択     | 秋田県井川町議会             |
| 33  | 2019年12月16日 | 趣旨採択 | 長野県南箕輪村議会           |
| 34  | 2019年12月19日 | 趣旨採択 | 鳥取県伯耆町議会             |
| 35  | 2019年12月20日 | 採択     | 沖縄県宜野湾市議会           |
| 36  | 2019年12月20日 | 採択     | 東京都福生市議会             |
| 37  | 2020年3月9日   | 採択     | 秋田県五城目町議会           |

### 「特定失踪者」について
2017年11月25日、北朝鮮による拉致被害者の疑いが濃厚であるとする「特定失踪者」に関する集会を主催した。集会では、「特定失踪者」の拉致被害者認定および早期救出のため、世論を喚起していくことを確認した。理事長の仲村は、沖縄県が人口比では全国で2番目に「特定失踪者」が多い地域であるとして、沖縄県から「特定失踪者」救出の声を全国に発信していくべきと述べた。

## 役員
※五十音順
- 理事長：仲村覚（沖縄対策本部代表）
- 理事：花城大輔（沖縄県議会議員）
- 理事：吉田康一郎（前東京都議会議員）